# Luise Beck

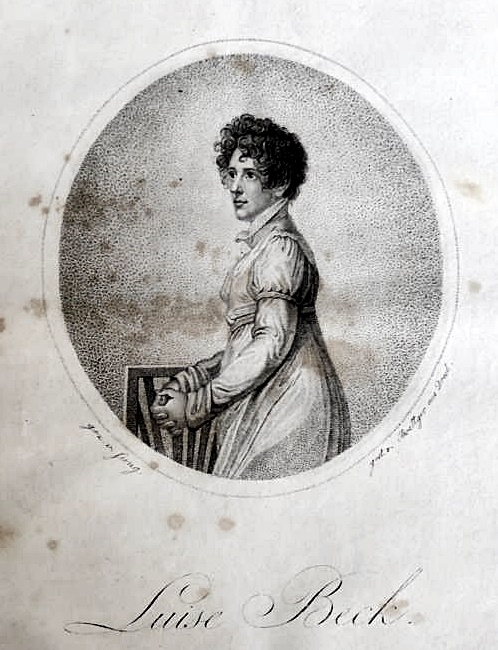
Luise Beck

Luise Beck, auch Louise Beck, Pseudonym Ludwig Becker (* 1789 in Mannheim; † 3. Februar 1857 in Stuttgart) war eine deutsche Schriftstellerin und Schauspielerin.

## Leben
Luise Beck war eine Tochter aus der zweiten Ehe des Schauspielers Heinrich Beck (1760–1803) mit der Sängerin Josepha Scheefer († 1827). Ihre jüngere Schwester Auguste Beck wurde wie die Mutter Sängerin.
Beck hielt sich zunächst auf Kunstreisen mit einer Familie Schütz auf. Im Jahr 1809 traf sie mit Johann Wolfgang von Goethe zusammen. August Wilhelm Iffland, der ihr Pate und langjähriger Freund ihres Vaters war, engagierte sie am Berliner Nationaltheater. Nach seinem Tod 1814 verschlechterte sich Becks Situation in Berlin. Sie ging in ihre Geburtsstadt Mannheim zurück und wurde Mitglied des dortigen Theaters. Zeitgenossen galt sie als „reicher an Geist als an Schönheit“, am Theater jedoch als „Schauspielerin, die in höhern tragischen Rollen sich besonders durch eine trefliche rhythmische Deklamation auszeichnet.“
Beck war seit 1810 mit dem Schriftsteller Friedrich Wilhelm Gubitz bekannt und befreundet. Im Jahr 1825 schrieb sie aus Mannheim an ihn, dass sie sich ihren Jugendtraum erfüllt habe und endlich nach Zureden von Bekannten und ihrer Mutter ihre ersten Theaterstücke verfasst habe. Das Schauspiel Opfertreue wurde am 5. Juli 1825 in Mannheim uraufgeführt. Am 27. September 1825 folgte ebenfalls in Mannheim die Premiere des romantischen Idylls Morgen gewiß!. Weitere Werke wurden durch Mithilfe von Gubitz außerhalb Mannheims uraufgeführt. Beck unterzeichnete ihre Werke, die auch gedruckt wurden, unter anderem als Ludwig Becker und L. Beck.
Im Dezember 1825 löste Beck auf Anraten eines Arztes ihr Engagement an der Mannheimer Bühne, da ihre Mutter pflegebedürftig wurde. „Ich lebe ein sehr trübes, schmerzliches Leben“, befand sie zu dieser Zeit in einem Brief an Gubitz. Der Kontakt zu ihm brach kurze Zeit später ab, Becks Mutter verstarb 1827. Gubitz erwähnt Gerüchte, nach denen Beck in Österreich gesehen worden wäre und kurze Zeit später verschollen und womöglich verstorben sei. Beck verstarb jedoch erst im Februar 1857 im Alter von 68 Jahren in Stuttgart.

## Werke
- Opfertreue. (Drama in drei Akten) – als L. Beck. 1825. Ein Exemplar nachweisbar in der Bibliothèque nationale de France.
- Morgen gewiß! Romantisches Idyll in einem Akt. – als Ludwig Becker. Ohne Ort und Jahr, 1825.[4]

- Das Schloß in den Pyrenäen. Drama in 5 Akten. – als L. Becker. 1828. (Neues deutsches Original-Theater. NF.5.) Ein Exemplar in der Österreichischen Nationalbibliothek.
- Der Pfeil. Ohne Ort und Jahr.[5]